# یاسمن زمستانه
یاسمن زمستانه(نام علمی: Jasminum nudiflorum) نام یک گونه از سرده یاسمین است.